# Area 21 di Brodmann
L'area del cervello umano nota come area 21 di Brodmann, o BA21, forma parte della corteccia del lobo temporale nel cervello umano. La regione include la maggior parte della corteccia temporale laterale, una regione che si ritiene abbia un ruolo importante nel processamento dell'udito e del linguaggio. La funzione del linguaggio è lateralizzata a sinistra nella maggior parte degli individui (prima di un eventuale neurochirurgia ablativa viene identificata con il test di Wada). La BA21 si trova al di sopra dell'area 20 di Brodmann e al di sotto della BA40 e della BA41.
Quest'area è nota anche come media area temporale 21. Si tratta di una suddivisione del lobo temporale definita dalla citoarchitettonica della corteccia cerebrale loco-regionale.  Negli esseri umani corrisponde all'incirca al giro temporale medio. Confina rostralmente con l'area temporopolare 38 (H), ventralmente con l'area temporale inferiore 20, caudalmente con l'area occipitotemporale 37 (H), e dorsalmente con l'area 22 di Brodmann (area temporale superiore) (Brodmann-1909).

## Nei primati
Nel scimmie di genere Cercopithecus l'area 21 di Brodmann è una suddivisione della corteccia cerebrale, definita su basi citoarchitetturali come omologa dell'area 21 dell'essere umano, tuttavia con alcune differenze:
- lo spessore corticale totale è maggiore e il confine con la sostanza bianca è meno definito;
- gli strati I, III, V e VI sono più ampi;
- lo strato IV è più stretto e contiene meno cellule.